# 김민주 (배우)
김민주(1979년 8월 6일~)는 대한민국의 배우이다. 1999년 KBS 드라마 《학교 2》로 데뷔하였으며, 동덕여자대학교 방송연예과를 졸업하였다. 과거 이승민이라는 예명으로 활동했으나 현재는 본명인 김민주로 활동중이다. 전 배우자는 방송인 송병준이었으며, 2010년 1월 3일에 결혼 4년 11개월만에 이혼하였고 2018년 비연예인과 재혼했다.

## 학력
- 동덕여자대학교 방송연예과 졸업

## 출연작

### 드라마
- 《학교 2》(1999년~2000년, KBS) - 윤지민 역.
- 《논스톱》(2000년, MBC)
- 《베스트극장 - 부부십계명》(2000년, MBC)
- 《4월의 키스》(2004년, KBS2)
- 《마지막 춤은 나와 함께》(2004년~2005년, SBS).
- 《사랑찬가》(2005년, MBC) - 허진주 역.
- 《웃는 얼굴로 돌아보라》(2006년, KBS2) - 이승민 역.
- 《하얀거탑》(2007년, MBC) - 하은혜 역.
- 《산너머 남촌에는》(2007년, KBS1) - 김종아 역.
- 《탐나는도다》(2009년, MBC) - 서린 역.
- 《고봉실 아줌마 구하기》(2012년, TV조선) - 서윤영 역
- 《KBS 드라마 스페셜 - 불침번을 서라》 (2013년, KBS2) - 조민숙 역
- 《정도전》(2014년, KBS1) - 정비 안씨 역

### 영화
- 《동감》 (2000년) - 허선미 역
- 《비스티 보이즈》 (2008년) - 한별 역
- 《무법자》 (2010년) - 정지현 역
- 《뷰티풀 보이스》 (2019년) - 유은아 역